# Catopsis occulta
Catopsis occulta es una especie perteneciente a la familia Bromeliaceae. El epíteto específico hace referencia al hecho de que la especie fue por largo tiempo confundida con C. berteroniana.

## Clasificación y descripción
Hierbas perennes, dioicas, arrosetadas, acaules, en flor de hasta 1,5 m de alto, epífitas o más raramente rupícolas; rosetas de (20-)35-50 cm de alto por 20-30 cm de diámetro. Hojas numerosas, las vainas verdes claras, de 13-18(-23) cm de largo, de 4-9(-11) cm de ancho, glabras; las láminas verdes claras, triangulares a largamente triangulares, de 13-25(-36) cm de largo, de 3-7 cm de ancho, glabras, el ápice atenuado. Inflorescencia terminal de (9)14-30 cm de alto, con 5-10 ramas primarias; pedúnculo verde, cilíndrico, de 33-60 cm de largo, de 2,6-7,6 mm de diámetro; brácteas inferiores del pedúnculo lanceoladas, de 13-21 cm de largo, el ápice atenuado, mucho más largas que los entrenudos, brácteas superiores del pedúnculo lanceoladas, de 7,4-15 cm de largo; brácteas primarias inferiores lanceoladas, las superiores ovadas, de 2,7-6 cm de largo, de 1-2 cm de ancho; espigas 8-19, de 5,3-11 cm de largo, de 0,7-1,3 cm de diámetro. Flores sésiles, actinomorfas, de 7,6-10 mm de largo, de 2,8-5,3 mm de diámetro; brácteas florales amarillo-anaranjadas, ovadas a anchamente ovadas, de 6-8,8 mm de largo, de 3,4-8,8 mm de ancho, el ápice agudo, más cortas que los sépalos; sépalos anaranjados en la base y amarillos en el ápice, asimétricos, de 7,6-11 mm de largo, de 3,9-6,3 mm de ancho; pétalos blancos, lanceolados, de 6,2-10 mm de largo, de 2-4,5 mm de ancho, el ápice agudo, más cortos que los sépalos; estambres en dos series de diferente longitud, de 3,7-5,4 mm de largo, la serie más larga de 6-6,8 mm de largo; anteras triangulares, amarillas de 1,6-2 mm de largo en ambas series de estambres. Cápsula parda, ovoide de 1,2-1,8 cm de largo, de 6,3-7,5 mm de diámetro, el ápice agudo. Semillas pardas, fusiformes, de 1,5-2 mm de largo.

## Distribución
Se tienen registros de Catopsis occulta de los estados de Chiapas, Oaxaca y Veracruz en México.

## Hábitat
Las poblaciones de la nueva especie crecen entre 150 y 1300 m s. n. m., pero es más frecuente encontrarlas entre 1000 y 1100 m s. n. m. Habitan principalmente en bosques de encino, de pino, de pino-encino, tropicales caducifolios y en matorrales de leguminosas. Florece durante los meses de junio a enero y fructifica de agosto a enero.

## Estado de conservación
Endémica del territorio mexicano.